# Libnotes delandi
Libnotes delandi là một loài ruồi trong họ Limoniidae. Chúng phân bố ở miền Australasia.